# Rajgród (gemeente)
De gemeente Rajgród is een stad- en landgemeente in het Poolse woiwodschap Podlachië, in powiat Grajewski.
De zetel van de gemeente is in Rajgród.
Op 30 juni 2004 telde de gemeente 5615 inwoners.

## Oppervlakte gegevens
In 2002 bedroeg de totale oppervlakte van gemeente Rajgród 207,16 km², waarvan:
- agrarisch gebied: 58%
- bossen: 29%

De gemeente beslaat 21,42% van de totale oppervlakte van de powiat.

## Demografie
Stand op 30 juni 2004:
| Omschrijving                   | Totaal | Totaal | Vrouwen | Vrouwen | Mannen | Mannen |
| ------------------------------ | ------ | ------ | ------- | ------- | ------ | ------ |
| eenheid                        | aantal | %      | aantal  | %       | aantal | %      |
| inwoners                       | 5615   | 100    | 2782    | 49,5    | 2833   | 50,5   |
| bevolkingsdichtheid (inw./km²) | 27,1   | 27,1   | 13,4    | 13,4    | 13,7   | 13,7   |

In 2002 bedroeg het gemiddelde inkomen per inwoner 1330,28 zł.

## Plaatsen
Bełda, Biebrza, Budy, Bukowo, Ciszewo, Czarna Wieś, Danowo, Karczewo, Karwowo, Kołaki, Kosiły, Kosówka, Kozłówka, Kuligi, Łazarze, Miecze, Orzechówka, Pieńczykowo, Pieńczykówek, Pikły, Przejma, Przestrzele, Rajgród, Rybczyzna, Rydzewo, Skrodzkie, Sołki, Stoczek, Tama, Turczyn, Tworki, Wojdy, Woźnawieś, Wólka Mała, Wólka Piotrowska, Wykowo.

## Aangrenzende gemeenten
Bargłów Kościelny, Goniądz, Grajewo, Kalinowo, Prostki